# Dömötör Csaba
Dömötör Csaba (Budapest, 1982. szeptember 13. – )  nemzetközi kapcsolatok szakértője, politikus; 2018 és 2024 között a Fidesz – Magyar Polgári Szövetség országgyűlési képviselője.

## Családja
Házas, három leánygyermek és egy fiúgyermek édesapja. Felesége Dömötör-Hollik Erzsébet. Gyermekei Dömötör Hanga Júlia, Dömötör Lilla Erzsébet, Dömötör Kinga és Dömötör Csongor.

## Életrajz

### Tanulmányai
1993 és 2001 között a Berze Nagy János Gimnázium nyolcosztályos tagozatán végezte el a középfokú tanulmányait. 2001 és 2006 között végezte el a Budapesti Corvinus Egyetem Társadalomtudományi Karán a nemzetközi tanulmányok szakot Európa szakirányon.
C-típusú, gazdasági szaknyelvvel bővített angol felsőfokú nyelvvizsgája van. Ezen kívül C-típusú francia felsőfokú nyelvvizsgája és C-típusú, gazdasági szaknyelvvel bővített német középfokú nyelvvizsgája is van.

### Politikai pályafutása
2015. október 21. és 2018. május 17. között, illetve 2018. május 22. óta a Miniszterelnöki Kabinetiroda államtitkára.
2018. május 8. óta a Fidesz – Magyar Polgári Szövetség országgyűlési képviselője.
2019. február 19-én felszólalásában tett kijelentése: "hol vannak most a sárga csillagok? Látok kitűzőket, de nem látom a sárga csillagot.” keltett felháborodást, mert az ellenzéki frakciókban lévő képviselők közül volt olyan, akinek felmenője Holokauszt áldozat. 